# Eupatula boopis
Eupatula boopis är en fjärilsart som beskrevs av Achille Guenée 1852. Eupatula boopis ingår i släktet Eupatula och familjen nattflyn. Inga underarter finns listade i Catalogue of Life.